# Czas uniwersalny

Przebieg stref czasowych w obszarze Europy. W zaznaczonym na ciemnoniebiesko regionie czasu uniwersalnego używa się w zimie, w zaznaczonym na jasnoniebiesko, przez cały rok.

Czas uniwersalny (średni czas słoneczny Greenwich, ang. universal time, UT; Greenwich Mean Time, GMT, także zachodnioeuropejski) – czas słoneczny średni na południku zerowym, za który przyjęto południk przechodzący przez obserwatorium astronomiczne w miejscowości Greenwich (obecnie jest to dzielnica Londynu) w Wielkiej Brytanii. Jest czasem strefowym pierwszej strefy czasowej, od którego liczy się czas pozostałych stref. Pojęcie universal time odnosi się też czasami do uniwersalnego czasu koordynowanego.
Czas uniwersalny został zaproponowany przez kanadyjskiego wynalazcę Sandforda Fleminga. W 1878 spóźnił się na pociąg i wtedy przyszedł mu do głowy pomysł czasu uniwersalnego i stref czasowych. Zreferował go na konferencji Kanadyjskiego Królewskiego Instytutu. Pomysł przyjęto z zainteresowaniem. Od tego czasu Fleming z wielką energią zabrał się do wprowadzenia idei w życie. W 1884 system ten został zaakceptowany na całym świecie.
W strefie UTC+0 znajdują się: Irlandia, Wielka Brytania, Portugalia, część Hiszpanii (Wyspy Kanaryjskie, Plazas de soberanía), Maroko, Sahara Zachodnia, Mauretania, Mali, Senegal, Gambia, Gwinea Bissau, Gwinea, Sierra Leone, Liberia, Wybrzeże Kości Słoniowej, Burkina Faso, Ghana, Togo oraz Wyspy Świętego Tomasza i Książęca. Niektóre europejskie kraje próbowały przejść do czasu środkowoeuropejskiego: Wielka Brytania i Irlandia (w czasie II wojny światowej także w latach 1968–1971) oraz Portugalia (w latach 1966–1976 i 1992–1996), ale wróciły do czasu uniwersalnego.